# Тиранчик
Тира́нчик (Phylloscartes) — рід горобцеподібних птахів родини тиранових (Tyrannidae). Представники цього роду мешкають в Центральній і  Південній Америці.

## Опис
Тиранчики — дрібні птахи, довжина яких становить 9,5-13 см, а вага 6,8-11 г. Вони мають відносно довгі, вузькі хвости і тонкі, гострі, відносно довгі дзьоби. Забарвлення тиранчиків переважно зелене, жовте, біле і сіре, у багатох видів на обличчі і крилах є контрастні смуги. Тиранчики — дуже активні птахи, часто смикають хвостом, мають горизонтальну поставу тіла. Вони живуть в кронах вологих гірських і рівнинних тропічних лісів та на узліссях. Живляться безхребетними. Часто приєднуються до змішаних зграй птахів.

## Таксономія і систематика
Молекулярно-генетичне дослідження, проведене Телло та іншими в 2009 році дозволило дослідникам краще зрозуміти філогенію родини тиранових. Згідно із запропонованою ними класифікацією, рід Тиранчик (Phylloscartes) належить до родини Пікопланові (Rhynchocyclidae), підродини Тиранчикомухолюбних (Pipromorphinae). До цієї підродини систематики відносять також роди Тиранчик-мухолюб (Mionectes), Тиран-інка (Leptopogon), Каполего (Pseudotriccus) і Тиран-щебетун (Corythopis). Однак більшість систематиків не визнає цієї класифікації.
Традиційно ореджеріто відносили до роду Phylloscartes. Однак у 2004 році Джон Фіцпатрік у виданні Handbook of the Birds of the World виділив їх у окремий рід Ореджеріто (Pogonotriccus), беручи до уваги дрібні відмінності у морфології. Міжнародна спілка орнітологів також визнала Pogonotriccus як окремий рід. Однак молекулярно-генетичне дослідження, опубліковане у 2009 році, не підтвердило розділення родів, генетичні відмінності між тиранчиками і ореджеріто виявилися незначними.

## Види
Виділяють шістнадцять видів:
- Тиранчик оливкововолий (Phylloscartes ventralis)
- Тиранчик алагоаський (Phylloscartes ceciliae)
- Тиранчик жовтощокий (Phylloscartes kronei)
- Тиранчик багійський (Phylloscartes beckeri)
- Тиранчик панамський (Phylloscartes flavovirens)
- Тиранчик гвіанський (Phylloscartes virescens)
- Тиранчик еквадорський (Phylloscartes gualaquizae)
- Тиранчик чорнолобий (Phylloscartes nigrifrons)
- Тиранчик рудобровий (Phylloscartes superciliaris)
- Тиранчик жовточеревий (Phylloscartes flaviventris)
- Тиранчик рудощокий (Phylloscartes parkeri)
- Тиранчик рудолобий (Phylloscartes roquettei)
- Тиранчик малий (Phylloscartes paulista)
- Тиранчик санта-катаринський (Phylloscartes oustaleti)
- Тиранчик ріо-грандський (Phylloscartes difficilis)
- Тиранчик світлоокий (Phylloscartes sylviolus)

## Етимологія
Наукова назва роду Phylloscartes походить від сполучення слів дав.-гр. φυλλον — лист і σκαιρω — стрибати, танцювати.